# Curtis Davies
Curtis Eugene Davies (n. 15 martie, 1985 în Londra, Anglia) este un jucător englez de fotbal care evoluează pe postul de fundaș central la clubul Derby County.

## Cariera

### Începuturi
Curtis Davies a început să joace fotbal la juniorii formației Wimbledon FC, însă nu a apucat să petreacă decât un an aici, deoarece a fost pus pe liber de acest club. Davies a încercat să găsească un club, trimițând scrisori mai multor cluburi din zonă, printre care Arsenal, Tottenham Hotspur sau Queens Park Rangers.
Până la urmă, Luton Town i-a răspuns prima la scrisoare, invitându-l la un trial. În timpul trialului, Davies a jucat excelent, marcând două goluri în trei partide pentru juniorii lui Luton Town; a fost imediat achiziționat, iar în 2003 a reușit să fie promovat la echipa mare a clubului englez.

### Luton Town
În primul său sezon la Luton Town, 2003-2004, Curtis a reușit să joace foarte bine în cele 6 partide disputate de el, fiind chiar apreciat după un meci jucat în deplasare, împotriva celor de la Queens Park Rangers. Următorul sezon a fost unul extraordinar pentru Curtis, el evoluând în 44 de partide pentru Luton și marcând golul decisiv în derby-ul pentru promovarea în Football Championship împotriva celor de la AFC Wrexham.
În urma sezonului excelent, Curtis a fost declarat cel mai bun fotbalist al sezonului în Football League One, iar în echipa sa a fost numit cel mai bun tânăr jucător al sezonului. Davies și-a făcut loc și în echipa ideală a sezonului, alături de cinci colegi de la Luton Town. În sezonul următor, nu a mai apucat să joace decât în șase partide, fiind achiziționat de West Bromwich Albion, echipă din Premier League. În meciul său de adio, cel cu Milwall, a reușit să marcheze un gol.

### West Bromwich Albion
În primul său sezon la West Bromwich Albion, Curtis Davies a jucat în 35 de partide, marcând două goluri, însă la finalul sezonului a retrogradat cu echipa sa în Football Championship. Cu toate acestea, a semnat un nou contract cu formația sa, care se întindea pe o durată de patru ani. În sezonul 2006-2007, Davies a devenit căpitanul lui West Brom, însă evoluțiile bune au fost oprite la data de 14 martie 2007, când a suferit o fractură de metatarsiene în partida cu Crystal Palace. Din păcate, accidentarea avea să îl țină departe de gazon până la finele sezonului. Cu toate acestea, a fost inclus în echipa sezonului de Football Championship.
În vara anului 2007, Davies a fost aproape de mai multe ori de a se transfera la Aston Villa, însă de fiecare dată conducerea lui West Bromwich a refuzat oferta marii rivale. Până la urmă, pe 31 august 2007, Davies a fost împrumutat pe o perioadă de un sezon la Villa.

### Aston Villa
A debutat pentru Aston Villa într-o înfrângere în Cupa Ligii Angliei împotriva celor de la Leicester City, meci în care a jucat foarte slab. Pe 3 noiembrie, a debutat în Premier League pentru noua echipă, într-o victorie a acesteia în fața codașei Derby County. Cu trei zile înainte de încheierea anului 2007, a marcat primul său gol pentru Villa, într-un meci cu Wigan Athletic.
Pe 1 martie 2008, la aproape un an de la grava accidentare suferită în vremea în care juca la West Brom, Davies a suferit o ruptură a tendonului lui Ahile într-un egal cu Arsenal. Verdictul a fost unul negru: șase luni de pauză pentru fundașul central. Pe 3 iulie 2008, Davies a fost cumpărat definitiv de echipa de pe Villa Park, pentru o sumă curpinsă între 8 și 10 milioane de lire sterline.
Pe 6 noiembrie 2008, în meciul câștigat de Aston Villa împotriva celor de la Slavia Praga, Curtis a fost căpitanul lui Aston Villa. În luna ianuarie 2009, a marcat primul gol după cumpărarea sa definitivă de la West Bromwich Albion, deschizând scorul în victoria lui Villa, scor 2-1, chiar împotriva fostei sale formații, West Brom.

### Cariera internațională
Pe 26 februarie 2006, a debutat pentru echipa de tineret a Angliei în meciul împotriva selecționatei similare Norvegiei. Până în 2007, el a fost selecționat de 3 ori la naționala de tineret, din acest an nemaifiind eligibil datorită vârstei care depășise 21 de ani. A ratat partida Anglia U21 - Italia U21, prima de pe noul Wembley, datorită accidentării la metatarsiene.
O dată cu venirea la națională a antrenorului italian Fabio Capello, Curtis a fost inclus pe lista lărgită a jucătorilor selecționați la echipa națională, însă până acum nu a reușit să debuteze pentru naționala mare.

## Palmares
- Promovare în Football Championship: 2004-2005
- Jucătorul sezonului în Football League One: 2004-2005
- Inclus în echipa ideală a Football League One: 2004-2005
- Jucătorul tânăr al sezonului la Luton Town: 2004-2005
- Inclus în echipa ideală a Football Championship: 2006-2007